# Das perfekte Dinner
Das perfekte Dinner bzw. Das perfekte Promi-Dinner bzw. Das perfekte Profi-Dinner ist eine deutsche Kochshow, die für den Fernsehsender VOX produziert wird. Wiederholungen von Das perfekte Dinner werden auch auf dem Spartenkanal RTL Living gesendet, Wiederholungen von Das perfekte Promi-Dinner liefen zunächst bei RTL Nitro und später bei Super RTL.
Das Konzept basiert auf der von ITV Studios für Channel 4 produzierten britischen Fernsehserie Come Dine with Me.
Die Erstausstrahlung der ersten Folge von Das perfekte Dinner erfolgte nach einer zweiwöchigen Pilotphase, welche bereits im November 2005 gesendet wurde, am 6. März 2006 auf VOX. Von Montag bis Freitag wird im Vorabendprogramm ein Zusammenschnitt jeweils eines Tages gezeigt, an dem einer der Kandidaten beim Einkaufen, Dekorieren des Tisches, beim Kochen, beim Empfang der zu Beginn der Woche unbekannten Gäste sowie der Verlauf des Dinners gezeigt werden. Dazwischen geben die Gäste Kommentare zum Erlebten ab, die am Ende in einer Begründung für die Bewertung enden. Die 1000. Sendung wurde am 3. Februar 2010 aus Berlin gesendet; die 2000. Folge am 3. Februar 2014 aus München ausgestrahlt.

## Inhalt
Pro Werktag der Ausstrahlungswoche gibt es einen Teilnehmer, üblicherweise also fünf, in Wochen mit Feiertagen mitunter weniger. Die Kandidaten einer Ausstrahlungswoche kommen aus einer Stadt oder zumindest nahe liegenden Städten. Die Kandidaten werden der Reihe nach von einem der Teilnehmer zu sich nach Hause eingeladen, um ihnen dort ein selbstgekochtes Drei-Gänge-Menü zu servieren.
Ziel ist es, als perfekter Gastgeber ein perfektes Dinner auszurichten. Um zu ermitteln, wer dieses Ziel erreicht hat bzw. dem am nächsten kam, wird der Gastgeber am Ende von jedem der anderen Kandidaten bewertet. Die Punktezahl von 0 bis 10 je Bewertungsperson hängt dabei nicht nur von den zubereiteten Speisen, sondern auch von den dazu gereichten Getränken, der Tischdekoration und den Gastgeberqualitäten ab. Für das perfekte Dinner gäbe es die Höchstpunktzahl von 40 Punkten (4 Wertungen à 10 Punkte).
Am 9. März 2009 wurde das Bewertungssystem geändert. Seitdem wurden jeweils 0 bis 10 Punkte für das Essen und zusätzlich auch 0 bis 10 Punkte für „Deko und Ambiente“ vergeben, so dass ein Kandidat im Idealfall 80 Punkte (4 Wertungen à 20 Punkte) für sein perfektes Dinner erhalten konnte. Dieses Wertungssystem wurde ab dem 17. August 2009 ohne Angabe von Gründen wieder fallen gelassen.
Die Bewertungen sind zunächst nur den Zuschauern bekannt. In den folgenden Tagen bewirten dann die anderen Gäste ihre Mitkandidaten. Gewinner ist derjenige, der am Ende der Woche die meisten Punkte auf sich vereinen konnte. Er erhält einen Geldpreis in Höhe von 3000 Euro, bei gleichem Punktestand wird der Gewinn geteilt. Die anderen Teilnehmer gewinnen nichts.
Eine Bedingung, der sich die Teilnehmer unterwerfen müssen, ist, dass von dem exakt drei Gänge umfassenden Menü möglichst wenig vorbereitet werden darf, es soll vor der Kamera zubereitet und präsentiert werden.
Die Folgen in der Woche vom 14. bis 18. Dezember 2009 nannten sich „Das perfekte Dinner im Schlafrock“. Nach dem Essen wurde ein Gast ausgelost, der dann beim jeweiligen Gastgeber übernachtet. Die Bewertung des Schlafgastes erfolgt erst am nächsten Morgen und umfasst auch das Frühstück, das der Gastgeber diesem zubereitet. Seit Frühjahr 2011 gibt es in unregelmäßigen Abständen weitere Folgen „im Schlafrock“. Seit 2012 wird eine weitere unregelmäßig erscheinende Variante unter dem Titel „Wer ist der Profi?“ ausgestrahlt, bei der ein Profikoch unter falschem Namen gegen ambitionierte Hobbyköche antritt.

## Stilmittel
Die Kamera beobachtet das Einkaufen, die Vorbereitungsarbeiten, das Kochen und auch den Menüverlauf selbst. Darüber hinaus werden die Kandidaten unabhängig voneinander befragt. Hierbei geht es primär um die Qualität der Speisen, aber auch um Einschätzungen zum jeweiligen Gastgeber, seiner Wohnung und den anderen Teilnehmern. Während der Gastgeber die Hauptspeise fertigstellt, sollen die Gäste zusammen mit der Kamera die Wohnung besichtigen, so dass man einen kleinen Einblick in das Privatleben des Gastgebers bekommt. Zu diesem Zweck wird auch den Gastgebern zu Beginn die Gelegenheit gegeben, sich selbst anhand ihrer Einrichtung darzustellen. Parallel dazu werden die Gäste dazu aufgefordert, über die Wohnung des Gastgebers zu spekulieren, was dann nicht selten mit den realen Bildern als Gegensatz geschnitten wird. Diese Sequenzen werden als Interview-Szenen eingeschnitten. Darüber hinaus wird die Sendung von Sprecher Daniel Werner mit vernehmlich ironischem Unterton kommentiert. Die Kommentare werden von verschiedenen Autoren getextet.
Seit dem 4. Februar 2008 strahlt Vox die Sendungen im Breitbildformat 16:9 aus.

## Das perfekte Promi-Dinner

### Grundsätzliches
Als Spin-off von Das perfekte Dinner wird seit August 2006 bei Vox Das perfekte Promi-Dinner ausgestrahlt. Gastgeber sind jeweils vier Prominente (teilweise werden einzelne Kandidaten durch einen weiteren Prominenten unterstützt), die zum Dinner meist in ihre Privatwohnungen einladen. Der Gewinner erhält einen Geldpreis, den er an eine karitative Einrichtung seiner Wahl spendet.
Anders als bei Das perfekte Dinner besteht eine Episode nicht aus mehreren Einzelfolgen, die an aufeinander folgenden Tagen gezeigt werden. Stattdessen wird das bei den Einzeldinnern gedrehte Filmmaterial zu einer einzelnen Folge zusammengeschnitten. Hiervon wurde lediglich in der ersten Folge abgewichen, bei der fünf statt vier Prominente mitwirkten, und die vom 21. bis 25. August 2006 in fünf Teilen auf dem Sendeplatz von Das perfekte Dinner lief.
Das perfekte Promi-Dinner hatte bei Vox zunächst einen festen wöchentlichen Sendeplatz am Sonntagabend. Später wurde auf einen 14-täglichen und schließlich auf einen unregelmäßigen Ausstrahlungsrhythmus umgestellt. Mittlerweile werden nur noch wenige neue Folgen pro Jahr gezeigt.
War die Besetzung zunächst gemischt und führte Prominente zusammen, die ansonsten beruflich nichts oder nur wenig miteinander zu tun haben, veränderte sich das Konzept zunehmend in Richtung einer Spezialisierung der einzelnen Folgen auf einen jeweils homogenen Kandidatenkreis. Ab 2015 wurden fast nur noch solche „Spezial“-Folgen ausgestrahlt: Der Teilnehmerkreis setzt sich aus Prominenten zusammen, die den Zuschauern in dieser Konstellation bereits bekannt sind, zumeist aus einem anderen Format des Privatfernsehens. Von 2017 bis 2019 wurden ausschließlich Dschungel-Spezial-Folgen mit Teilnehmern der jeweils aktuellen Staffel der RTL-Show Ich bin ein Star – Holt mich hier raus! produziert. 2022 wurden vier neue, unter einem Motto stehende Folgen ausgestrahlt.
Im März 2007 wurde zusätzlich zur Sendung ein gleichnamiges Magazin zum Preis von 9,90 Euro herausgegeben.

### Teilnehmer
Aufgeführt sind alle Sendetermine der Ausstrahlungen vom Sonntagabend auf dem Sender VOX. Wiederholungen im Nachmittagsprogramm oder auf Spartenkanälen sind nicht gelistet. Bei Teilnehmern ohne eigenen Wikipedia-Artikel ist zusätzlich der Beruf angegeben.
| Ausstrahlung        | Prominente (Punkte)                                                                                       | Ort                  |
| 21.–25. August 2006 | Bernhard Brink (30), Andrea Kiewel (38), Annabelle Mandeng (34), Thure Riefenstein (33), Ines Krüger (32) | Berlin               |
| 27. August 2006     | Dieter Moor (27), Miriam Pielhau (24), Ben (28,5), Nadine Krüger (17)                                     | Berlin               |
| 15. Oktober 2006    | Horst Janson (23), Judith Adlhoch (22), Henry Gründler (23), Giulia Siegel (26)                           | München              |
| 22. Oktober 2006    | Jenny Jürgens (26), Peter Nottmeier (28), Lucy Diakovska (19), Tim Lobinger (15)                          | Köln, Düsseldorf     |
| 29. Oktober 2006    | Fabian Harloff (23), Jasmin Wagner (22), Klaus Baumgart (23), Lilo Wanders (25)                           | Hamburg und Umgebung |
| 5. November 2006    | Leonard Diepenbrock (23), Joey Kelly (26), Michaela Schaffrath (24), Jana Ina Zarrella (25)               | Köln                 |
| 12. November 2006   | Collien Fernandes (21), Ole Tillmann (25), Saskia Valencia (25), Uwe Fahrenkrog-Petersen (28)             | Berlin               |
| 19. November 2006   | Lou Bega (22), Manon Straché (26), Ruth Moschner (26), Hubertus Regout (23)                               | Berlin               |
| 3. Dezember 2006    | Isabel Varell (21), Jörg Knör (21), Georg Uecker (27), Bettina Böttinger (28)                             | Köln, Voreifel       |
| 26. Dezember 2006   | Bruno Eyron (14), Christian Clerici (24), Roswitha Szyszkowitz (21), Christina und Richard Lugner (18)    | Wien                 |

| Ausstrahlung       | Prominente (Punkte) | Ort                                                                 |
| 18. März 2007      | Roberto Blanco (23), Gundis Zámbó (26), Jochen Bendel (28), Viktoria Brams (24)                                                    | München, Grünwald, Starnberger See                                  |
| 25. März 2007      | Moritz Zielke (25), Sontje Peplow (27), Hermes Hodolides (20), Andrea Spatzek (26)                                                 | Köln                                                                |
| 1. April 2007      | Frederic Meisner (25), Alexandra Polzin (24), Branco Vukovic (23), Sarah Kern (28)                                                 | München                                                             |
| 8. April 2007      | Andrea Kempter (23), Patrice Bouédibéla (22), Désirée Nick (28), René Hiepen (27)                                                  | Berlin                                                              |
| 15. April 2007     | Haddaway (18), Kristina Sprenger (23), Gerd Käfer (29), Patrick Graf von Faber-Castell (24)                                        | Kitzbühel                                                           |
| 22. April 2007     | Sydney Youngblood (23), Andrea Göpel (26), Rolf Stahlhofen (26), Joy Fleming (26)                                                  | Rhein-Neckar-Dreieck (Schwetzingen, Heidelberg, Mannheim, Sinsheim) |
| 29. April 2007     | Thomas M. Held (22), Tanja Bülter (28), Mo Asumang (22), Pierre Sanoussi-Bliss (26)                                                | Berlin                                                              |
| 6. Mai 2007        | Vince Bahrdt (29), Anna Heesch (Moderatorin) (21), Tanja Schumann (22), Carsten Spengemann (25)                                    | Hamburg                                                             |
| 13. Mai 2007       | Daniel Aichinger (24), Diana Eichhorn (23), Tom Lehel (26), Antonia Langsdorf (22)                                                 | Köln, Bergisch Gladbach                                             |
| 20. Mai 2007       | Thomas Nicolai (26), Claudia Kleinert (27), Sandra Steffl (24), Detlef Soost (25)                                                  | Berlin                                                              |
| 27. Mai 2007       | Wiederholung vom 21.–25. August 2006                                                                                               |                                                                     |
| 3. Juni 2007       | Susan Stahnke (20), Patrick Bach (29), Uschi Nerke (19), Stephen Dürr (23)                                                         | Hamburg                                                             |
| 10. Juni 2007      | Nicole Belstler-Boettcher, Nilz Bokelberg, Thomas Fuchsberger, Michaela May                                                        | München                                                             |
| 17. Juni 2007      | John Friedmann (26), Klaus Gronewald (21), Anna Maria Kaufmann (30), Doreen Dietel (25)                                            | München                                                             |
| 24. Juni 2007      | Antonia aus Tirol (27), Tokessa Martinius (22), Ralf Richter (23), Willi Herren (26)                                               | Mallorca                                                            |
| 1. Juli 2007       | Wiederholung vom 3. Dezember 2006                                                                                                  |                                                                     |
| 8. Juli 2007       | Wiederholung vom 26. Dezember 2006                                                                                                 |                                                                     |
| 9. September 2007  | Arthur Abraham (29), Jörg Thadeusz (28), Andreja Schneider (30), Bettina Rust (28)                                                 | Berlin, Potsdam                                                     |
| 16. September 2007 | Hera Lind (28), Andreas Goldberger (26), Felix Baumgartner (28), Nadja abd el Farrag (22)                                          | Salzburg, Mondsee                                                   |
| 23. September 2007 | Ross Antony (23), Andreas von Thien (23), Martin Armknecht (24), Aleksandra Bechtel (14)                                           | Siegburg, Königsdorf (Frechen), Köln                                |
| 30. September 2007 | Achim Winter (20), Sibylle Nicolai (28), Heike Maurer (28), Radost Bokel (27)                                                      | Frankfurt                                                           |
| 7. Oktober 2007    | Bea Prinzessin von Auersperg (26), Michael Prinz von Anhalt (22), Maja Prinzessin von Hohenzollern (24), Klaus Hofsäss (22)        | Marbella                                                            |
| 14. Oktober 2007   | Peter Illmann (25), Norbert Dobeleit (28), Antje-Katrin Kühnemann (30), Susanna Wellenbrink (16)                                   | München, Tegernsee                                                  |
| 21. Oktober 2007   | Jan Hahn (21), Brigitte Grothum (21), Andreas Elsholz (25), Katy Karrenbauer (18)                                                  | Berlin                                                              |
| 28. Oktober 2007   | Katja Mitchell (27), Knacki Deuser (25), Luca Zamperoni (26), Claus Vinçon (25)                                                    | Köln                                                                |
| 4. November 2007   | Werner Böhm, Claudia Effenberg, Nils Julius, Elke Rosenfeldt                                                                       | Hamburg                                                             |
| 25. November 2007  | Mary Amiri, Peter Bond, Allegra Curtis, Frank te Neues                                                                             |                                                                     |
| 2. Dezember 2007   | Jens Heppner (22), Michael Meziani (28), Claude-Oliver Rudolph (26), Margarethe Schreinemakers (29)                                | Belgien                                                             |
| 9. Dezember 2007   | Liz Baffoe (28), Frank Schmidt (29), Elli Erl (30), Helmut Zerlett (28)                                                            | Köln                                                                |
| 16. Dezember 2007  | Isabel Edvardsson, Walter Freiwald, Heinz Rudolf Kunze, Uwe Schünemann                                                             | Hannover                                                            |
| 26. Dezember 2007  | Das Weihnachts-Spezial: Wichteln unterm Weihnachtsbaum Thomas Anders, Lisa Fitz, Alexandra Kamp, Frauke Ludowig, Ralph Morgenstern | Köln                                                                |
| 30. Dezember 2007  | Barbara Herzsprung (27), Florian Böhm (24), Michael Wolf (30), Percy Hoven (30)                                                    | München, Gauting                                                    |
| 31. Dezember 2007  | Bleigießen zum Jahreswechsel Marijke Amado, Karl Dall, Barbara Eligmann, Olivia Jones, Tony Marshall                               | Kitzbühel                                                           |

| Ausstrahlung       | Prominente (Punkte)                                                                                    | Ort                               |
| 6. Januar 2008     | Franziska Menke (21), Charlotte Karlinder (25), Bruno Bruni (26), Marek Erhardt (22)                   | Hamburg                           |
| 13. Januar 2008    | Milka Loff Fernandes (22), Peter Imhof (25), Peer Kusmagk (29), Anouschka Renzi (22)                   | Berlin                            |
| 20. Januar 2008    | Gerit Kling (29), Björn Casapietra (25), Ursula Heyer (24), Manuel Cortez (24)                         | Berlin                            |
| 3. Februar 2008    | Heydi Núñez Gómez (28), John Jürgens (28), Bata Illic (24), Kriemhild Jahn (30)                        | München                           |
| 10. Februar 2008   | Claudia Hiersche, Andreas Jancke, Gabriele Metzger, Herbert Ulrich                                     | Köln                              |
| 24. Februar 2008   | HA Schult (16), Meike Gottschalk (23), Hildegard Krekel (29), Hanno Friedrich (22)                     | Köln, Bonn                        |
| 2. März 2008       | Grit Boettcher (28), Michael Jäger (23), Vanessa Jung (28), Michael Schanze (26)                       | München                           |
| 9. März 2008       | Dschungel-Spezial Eike Immel (24), Michaela Schaffrath (21), Ross Antony (30), Barbara Herzsprung (25) | Dortmund, Köln, Siegburg, München |
| 16. März 2008      | Sebastian Höffner (20), Alida Lauenstein (26), Abi Ofarim (29), Uschi Dämmrich von Luttitz (24)        | München, Mangfalltal              |
| 30. März 2008      | Kader Loth (25), Sebastian Deyle (23), Julia Biedermann (27), Jochen Schropp (19)                      | Berlin                            |
| 6. April 2008      | Gülcan Kamps (27), Wolf Maahn (24), Steffi Nerius (25), René Heinersdorff (25)                         | Düsseldorf, Köln, Leverkusen      |
| 13. April 2008     | Florian Simbeck (24), Monika Lundi (26), Diana Herold (25), Carlo Thränhardt (29)                      | München                           |
| 27. April 2008     | Teddy Ibing (27), Lukas Hilbert (23), Heidrun von Goessel (25), Eugen Bauder (27)                      | Hamburg                           |
| 4. Mai 2008        | Joachim Witt (24), Tobias Schönenberg (27), Ingrid van Bergen (27), Nova Meierhenrich (28)             | Hamburg                           |
| 11. Mai 2008       | Bibi Kossmann (24), André Dietz (26), Robert Treutel (25), Dieter Falk (27)                            | Köln, Düsseldorf                  |
| 18. Mai 2008       | Jessica Wahls, Joachim Llambi, Ulrich Wetzel, Alexander Leipold                                        | Frankfurt                         |
| 1. Juni 2008       | Pete Dwojak, Alexander Klaws, Anita Kupsch, Tanja Wenzel                                               | Berlin                            |
| 15. Juni 2008      | Thorsten Havener, Julia Kent, Simone Rethel-Heesters, Jochen Sattler                                   | München                           |
| 22. Juni 2008      | Mirjam Weichselbraun, Christine Schuberth, Toni Polster, Penny McLean                                  | Wien                              |
| 29. Juni 2008      | Wiederholung vom 16. September 2007                                                                    |                                   |
| 6. Juli 2008       | Christian Kohlund, Otto Retzer, Jeannine Schiller, Indira Weis                                         | Wörthersee                        |
| 13. Juli 2008      | Franziska Traub (22), Hendrik Martz (24), Markus Majowski (28), Kathrin Waligura (27)                  | Berlin, Potsdam                   |
| 27. Juli 2008      | Wiederholung vom 1. Juni 2008                                                                          |                                   |
| 3. August 2008     | Marlène Charell (30), Petra Glinski (25), Thorsten Nindel (25), Katerina Jacob (28)                    | München, Starnberger See          |
| 10. August 2008    | Michael Müller, Isabell Hertel, Moritz A. Sachs, Dolly Buster                                          | Köln, Wesel                       |
| 17. August 2008    | Daniel Hartwich (19), Yvonne Schröder (25), Lisa Bund (24), Rosi Jacob-Thies (24)                      | Frankfurt am Main                 |
| 31. August 2008    | Gitta Saxx, Anneke Dürkopp, Guido Kellermann, Daniel Küblböck                                          | München                           |
| 7. September 2008  | Jörn Schlönvoigt, Tatjana Gsell, Fiona Erdmann, Ayman                                                  | Berlin                            |
| 14. September 2008 | Gabrielle Scharnitzky, Dieter Landuris, Rosa von Praunheim, Kate Hall                                  | Berlin                            |
| 21. September 2008 | Cosima Viola, Benjamin Boyce, Purple Schulz, Chris Roberts                                             | Köln                              |
| 28. September 2008 | Susi Erdmann, Sylvia Leifheit, Lisa Fitz, Alexander Hold                                               | München                           |
| 5. Oktober 2008    | Ellen ten Damme, Fabrice Morvan, Eloy de Jong, Oswalt Kolle                                            | Amsterdam                         |
| 12. Oktober 2008   | Cindy Berger, Boris Henry, Claudia Kohde-Kilsch, Ingrid Peters                                         | Saarbrücken                       |
| 26. Oktober 2008   | Anastasia Zampounidis (20), Dagmar Frederic (29), Judith Döker (27), Jochen Senf (28)                  | Berlin, Woltersdorf (bei Berlin)  |
| 2. November 2008   | Lou (23), Tobey Wilson (23), Gotthilf Fischer (23), René Weller (16)                                   | Raum Karlsruhe                    |
| 9. November 2008   | Kai Noll, Elke Koska, Marcel Wüst, Ralf Kühler                                                         | Köln                              |
| 16. November 2008  | Mike Leon Grosch (24), Conny Niedrig (29), Anka Zink (27), Ulli Potofski (28)                          | Köln, Bonn                        |
| 7. Dezember 2008   | Elke Winkens, Vera Russwurm, Klaus Eberhartinger, Dagmar Koller                                        | Wien                              |
| 14. Dezember 2008  | Mathieu Carrière, Norbert Schramm, Yvonne Hölzel (Model), Gabi Becker                                  | Berlin                            |
| 21. Dezember 2008  | Anja Lukaseder, Michael Zittel, Joyce Ilg, Nicki                                                       | München                           |
| 27. Dezember 2008  | Das Weihachts-Spezial: Wichteln unterm Weihnachtsbaum Wiederholung vom 26. Dezember 2007               |                                   |
| 28. Dezember 2008  | Sandra Völker, Moritz Lindbergh, Claudine Wilde, Arne Jessen                                           | Hamburg                           |
| 31. Dezember 2008  | Bleigießen zum Jahreswechsel Wiederholung vom 31. Dezember 2007                                        |                                   |

| Ausstrahlung       | Prominente (Punkte) | Ort                                                        |
| 4. Januar 2009     | Okka Gundel, Martin Rütter, Sandy Mölling, Heintje Simons | Köln-Neuehrenfeld, Köln                                    |
| 11. Januar 2009    | Eva Grünbauer (28), Pierre Geisensetter (29), Ramona Leiß (28), Bernhard Hirtreiter (27)                                                                              | München                                                    |
| 18. Januar 2009    | Sabine Pfeifer, Daniel Lopes, Nicole da Silva, Tom Astor | Köln                                                       |
| 25. Januar 2009    | Christina Ringer, Holger Weinert, Nadja Benaissa, Eva Jacob | Frankfurt                                                  |
| 1. Februar 2009    | Wiederholung vom 11. Mai 2008 |                                                            |
| 8. Februar 2009    | Hans Meiser (25), Bernd Römer (27), Kerstin Landsmann (23), Maite Kelly (26)                                                                                          | Köln, Erkelenz                                             |
| 15. Februar 2009   | André Holst, Domenica Niehoff, Lorielle London, Julia Heinemann | Hamburg                                                    |
| 1. März 2009       | Rob Uncles, Krystian Martinek, Harry Schmidt, Anni Wendler | Hamburg                                                    |
| 8. März 2009       | Sarah Knappik, Joe Bausch, Michael Penners, Gisela Muth (Kosmetikproduzentin)                                                                                         | Bochum, Werl, Dinslaken und Sauerland (Meschede)           |
| 15. März 2009      | Dschungel-Spezial Norbert Schramm, Christina Lugner, Ingrid van Bergen, Michael Meziani                                                                               |                                                            |
| 22. März 2009      | Dschungel-Spezial Peter Bond, Giulia Siegel, Gundis Zámbó, Nico Schwanz                                                                                               |                                                            |
| 29. März 2009      | Wiederholung vom 8. April 2007 |                                                            |
| 12. April 2009     | Franz-Josef Antwerpes, Antje Lewald, Graham Bonney, Linda Teodosiu | Köln                                                       |
| 19. April 2009     | Martin Stosch, Alessandra Geissel, Artemis Gounaki, Ricky Harris | Großraum München                                           |
| 26. April 2009     | Theo West (25), Oliver Beerhenke (27), Kelly Trump (27), Michael Wendler (25)                                                                                         | Ruhrgebiet (Dortmund, Gütersloh, Gelsenkirchen, Dinslaken) |
| 3. Mai 2009        | Heike Kloss, Enie van de Meiklokjes, Joko Winterscheidt, Antje Buschschulte                                                                                           | Berlin                                                     |
| 10. Mai 2009       | Franklin, Gülcan Kamps, Thomas Enns, Dolly Buster | Düsseldorf                                                 |
| 17. Mai 2009       | Tina York, Roland „Rolli“ Fritzen, Tatiani Katrantzi, Oli.P | Köln                                                       |
| 31. Mai 2009       | Isabella Müller-Reinhardt, Christina Surer, Hansi Kraus, Ernst Hannawald                                                                                              | München                                                    |
| 7. Juni 2009       | Rebecca Siemoneit-Barum, Jörg Krusche, Mola Adebisi, Petra Nadolny | Köln, Düsseldorf, Wipperfürth                              |
| 14. Juni 2009      | Rolf Eden (und Ursula Buchfellner), Yvette Dankou, Sharon Brauner, Harald Glööckler                                                                                   | Berlin                                                     |
| 21. Juni 2009      | Hans Peter Korff und Christiane Leuchtmann (25), Carolin Fortenbacher (26), Kai Havaii (26), Olivia Jones (26)                                                        | Hamburg                                                    |
| 5. Juli 2009       | Nina Vorbrodt, Nils Brunkhorst, Bill Mockridge, Eko Fresh | Köln                                                       |
| 12. Juli 2009      | Mackie Heilmann, Rico Rex, Thomas Gumpert, Maren Gilzer | Berlin                                                     |
| 26. Juli 2009      | Egon Wellenbrink, Mickie Krause, Marie-José van der Kolk, Jürgen Drews                                                                                                | Mallorca                                                   |
| 2. August 2009     | Konrad Krauss (22), Patrick Bach (29), Monica Ivancan (27), Martin Semmelrogge (24)                                                                                   | Mallorca                                                   |
| 9. August 2009     | Ingrid Steeger, Pit Weyrich, Anja Backhaus, Steve Blame | Köln                                                       |
| 16. August 2009    | Jan Stecker, Margot Werner, Davorka Tovilo, Pierre Brice | München                                                    |
| 23. August 2009    | Kathy Kelly, Mark Kühler, Hannah Stockbauer, Peter Orloff | Köln                                                       |
| 30. August 2009    | GZSZ-Spezial Andreas Elsholz, Lisa Riecken, Wolfgang Bahro, Raúl Richter                                                                                              |                                                            |
| 6. September 2009  | Reiner Calmund, Susanne Fröhlich, Wildecker Herzbuben, Maite Kelly | Mallorca                                                   |
| 13. September 2009 | Das perfekte Promi Dinner im Schlafrock – Das Übernachtungs-Special Ulli Potofski (15), Peter Nottmeier (18), Ira Meindl (Model) (20), Margarethe Schreinemakers (18) | zuletzt Belgien                                            |
| 26. September 2009 | Wiederholung vom 5. Oktober 2008 |                                                            |
| 4. Oktober 2009    | Das Ost-Special zum Mauerfall vor 20 Jahren Dagmar Frederic, Achim Mentzel, Enie van de Meiklokjes, Gerit Kling                                                       |                                                            |
| 11. Oktober 2009   | Miriam Cani, Joseph Hannesschläger, Tamara Sedmak, Rainer Langhans | München und Ammersee                                       |
| 18. Oktober 2009   | Susen Tiedtke, Mark ’Oh, Ricky, Bert Wollersheim | Spenge, Dülmen, Dortmund und Willich                       |
| 25. Oktober 2009   | Wiederholung vom 20. Mai 2007 |                                                            |
| 1. November 2009   | Marlene „Jazzy“ Tackenberg, Joachim Deutschland, Corinna Drews, Ferfried Prinz von Hohenzollern                                                                       | Berlin                                                     |
| 8. November 2009   | Karin Tietze-Ludwig (30), Rainer Holbe (30), Benjamin Herd (30), Maximilian Michael Prinz von Anhalt (30)                                                             | Rhein-Main-Gebiet (Karben, Frankfurt, Worms, Darmstadt)    |
| 15. November 2009  | Philipp Sonntag, Heike Schroetter, Sabine Kaack, Birgit Fischer |                                                            |
| 22. November 2009  | Rob Green (21), Jule Gölsdorf (20), Ralf Möller (19), Dunja Rajter (30)                                                                                               | Frankfurt                                                  |
| 6. Dezember 2009   | Juliette Schoppmann, Romina Becks, Henning Krautmacher, Kena Amoa | Köln                                                       |
| 13. Dezember 2009  | Wiederholung vom 30. März 2008 | Wiederholung vom 30. März 2008                             |
| 20. Dezember 2009  | Wiederholung vom 21. Dezember 2008 | Wiederholung vom 21. Dezember 2008                         |

| Ausstrahlung       | Prominente (Punkte) | Ort                                           |
| 3. Januar 2010     | Isabell Horn, Jennifer Weist, Kostas Papanastasiou, Magdalena Brzeska                                                                                                  | Berlin                                        |
| 10. Januar 2010    | Hildegard Krekel, Mirco Wallraf, Milka Loff Fernandes, Ralph Morgenstern                                                                                               | Köln, Düsseldorf                              |
| 17. Januar 2010    | René Koch, Kerstin Linnartz, Jessica Boehrs, Rolf Zacher | Berlin                                        |
| 31. Januar 2010    | Manou Lubowski, Margit Tetz, Peggy March, Verena Kerth (Auszubildende zur Managementassistentin)                                                                       | München                                       |
| 7. Februar 2010    | Das perfekte Promi Dinner im Schlafrock – Das Übernachtungs-Special Annabelle Mandeng, Jochen Schropp, Fiona Erdmann, Ben                                              | Berlin                                        |
| 14. Februar 2010   | Valentinstag-Special mit Partnern Alexandra Polzin, Florian Simbeck, Horst Janson, Cornelia Corba                                                                      | München                                       |
| 21. Februar 2010   | Anna-Maria Zimmermann (29), 'Da Hool' Frank Tomiczek (23), Mirjam Müntefering (28), Jochen Schroeder (20)                                                              | Rietberg, Bottrop, Hattingen, Bochum          |
| 7. März 2010       | Günter-Peter Ploog, Dirk Moritz, Britt Hagedorn, Kristiane Backer | Hamburg                                       |
| 14. März 2010      | Wiederholung vom 8. Februar 2009 | Wiederholung vom 8. Februar 2009              |
| 28. März 2010      | Stefanie Tücking, Walter Scholz, René Weller, Gracia Baur | Baden-Baden, Achern, Pforzheim, Weil am Rhein |
| 4. April 2010      | Miranda Leonhardt, Georg Holzach, Benny Kieckhäben, Johanna Jacob | Frankfurt am Main, Worms (Kieckhäben)         |
| 11. April 2010     | Das perfekte Promi Dinner im Schlafrock – Das Übernachtungs-Special Kelly Trump, Oli.P, Yvonne de Bark, Benjamin Boyce                                                 | Köln                                          |
| 25. April 2010     | No Angels Sandy Mölling, Lucy Diakovska, Nadja Benaissa, Jessica Wahls                                                                                                 |                                               |
| 2. Mai 2010        | Linda Thompson (20), Marie Amière (Model) (24), Jimmy Hartwig (25), Peter Angerer (28)                                                                                 | München, München – Obermenzing, Hammer        |
| 9. Mai 2010        | Muttertag-Spezial – mit Müttern Saskia Valencia, Peer Kusmagk, Raúl Richter, Detlef D! Soost                                                                           | Rostock, Berlin                               |
| 16. Mai 2010       | Vatertag-Spezial – mit Vätern bzw. Töchtern Philipp Sonntag mit Leonie, Dieter Landuris mit Isabella Luna, Antje Buschschulte mit Wolfgang, Lucy Diakovska mit Lubomir | Berlin                                        |
| 30. Mai 2010       | Uta Ranke-Heinemann, Claudelle Deckert, Holger Franke, Willi Herren | NRW                                           |
| 6. Juni 2010       | Thomas Balou Martin, Michelle Leonard, Sandra Thier, Jürgen Milski | Köln                                          |
| 13. Juni 2010      | Wiederholung vom 28. September 2008 | Wiederholung vom 28. September 2008           |
| 27. Juni 2010      | Wiederholung vom 21. Juni 2009 | Wiederholung vom 21. Juni 2009                |
| 4. Juli 2010       | Gisele Oppermann, Jo Weil, Sabrina Lange, Kalle Pohl | Braunschweig, Köln und Attendorn              |
| 11. Juli 2010      | Wiederholung vom 13. September 2009 | Wiederholung vom 13. September 2009           |
| 18. Juli 2010      | Winfried Hammelmann (23), Ines Redjeb (26), Eric Langner (30), Estefania Küster (28)                                                                                   | Bremen, Hamburg                               |
| 1. August 2010     | Thomas Rupprath (26), Sandra Keller (24), Brigitte Nielsen (27), Roswitha Schreiner (25)                                                                               | Rostock, Berlin                               |
| 8. August 2010     | Susann Atwell, Carolin Ruppert, Daniel Küblböck, Elmar Hörig | zwischen Frankfurt am Main und Taunus         |
| 15. August 2010    | Anastasia Zampounidis, Maike von Bremen, Reiner Schöne, Fady Maalouf                                                                                                   | Berlin                                        |
| 29. August 2010    | Fabian Harloff (25), Judith und Mel (26), Daniela Katzenberger (17), Ramona Drews (27)                                                                                 | Mallorca                                      |
| 5. September 2010  | GZSZ-Spezial Janina Uhse, Raphael Schneider, Sarah Tkotsch, Anne Menden                                                                                                | Berlin                                        |
| 12. September 2010 | Ilse Storb, Peter Großmann, Holger Speckhahn, Daisy Dee | Ruhrgebiet                                    |
| 26. September 2010 | Hendrik Martz, Kai Ebel, Anna Heesch (Moderatorin), Marusha | Sylt                                          |
| 3. Oktober 2010    | Jean Pütz, Oliver Fleischer, Hanna Bohnekamp, Gaby Baginsky |                                               |
| 10. Oktober 2010   | Tommi Piper, Katja Ebstein, Ralph Morgenstern, Thomas Anders | Ibiza                                         |
| 17. Oktober 2010   | Kristina Bach, Sebastian Rohrbach, Moritz Lindbergh, Annemarie Eilfeld                                                                                                 |                                               |
| 24. Oktober 2010   | Wiederholung vom 26. Juli 2009 | Wiederholung vom 26. Juli 2009                |
| 7. November 2010   | Manuel Hoffmann, Alice Hoffmann, Markus Mörl, Heike Henkel | Frankfurt, Mainz, Assmannshausen              |
| 14. November 2010  | Dustin Semmelrogge, Aleksandra Bechtel, Frank Fussbroich, Jean-Marie Pfaff                                                                                             | Düsseldorf, Vettweiß, Brasschaat              |
| 21. November 2010  | Wiederholung vom 18. Oktober 2009 | Wiederholung vom 18. Oktober 2009             |
| 28. November 2010  | Wiederholung vom 3. Mai 2009 | Wiederholung vom 3. Mai 2009                  |
| 5. Dezember 2010   | Veronika Fischer, Xenia Seeberg, Martin Kesici, Rolf Scheider | Berlin                                        |
| 12. Dezember 2010  | Wiederholung vom 11. Oktober 2009 | Wiederholung vom 11. Oktober 2009             |

| Ausstrahlung      | Prominente (Punkte) | Ort |
| 2. Januar 2011    | Anja Schüte (26), Klaus und Klaus (30), Nana Abrokwa (20), Annett Fleischer (25)                                                                                                  | Sylt, Hamburg |
| 9. Januar 2011    | Das perfekte Promi Dinner im Schlafrock – Das Übernachtungs-Spezial Thorsten Nindel (24), Allegra Curtis (25), Davorka Tovilo (24), Jochen Bendel (30)                            | München |
| 16. Januar 2011   | Leo Bartsch (22), Kay Böger (24), Charlotte Karlinder (26), Arved Birnbaum (18)                                                                                                   | Hamburg, Schleswig-Holstein, Hürth                                                                                       |
| 30. Januar 2011   | Wiederholung vom 5. Juli 2009 | Wiederholung vom 5. Juli 2009                                                                                            |
| 6. Februar 2011   | Wiederholung vom 8. März 2009 (neu kommentiert nach Knappiks Teilnahme bei Ich bin ein Star – Holt mich hier raus! 2011)                                                          | Wiederholung vom 8. März 2009 (neu kommentiert nach Knappiks Teilnahme bei Ich bin ein Star – Holt mich hier raus! 2011) |
| 13. Februar 2011  | X-Factor-Spezial Mati Gavriel (30), Anthony Thet (30), Nadine & Michelle (30), Pino Severino (30)                                                                                 | Berlin, Hamburg, Köln |
| 20. Februar 2011  | Wiederholung vom 7. Juni 2009 | Wiederholung vom 7. Juni 2009                                                                                            |
| 6. März 2011      | Das perfekte Promi Dinner im Schlafrock – Das Übernachtungs-Special Markus Becker (19), Lisa Bund (28), Jessica Wahls (22), Marcus von Anhalt (30)                                | Landau in der Pfalz, Hattersheim, Rodheim (Rosbach v. d. Höhe), Pforzheim                                                |
| 13. März 2011     | Dschungel-Spezial 1 Indira Weis (25), Jay Khan (25), Katy Karrenbauer (21), Frank Matthée (27)                                                                                    | München, Berlin |
| 27. März 2011     | Wiederholung vom 14. Juni 2009 | Wiederholung vom 14. Juni 2009                                                                                           |
| 3. April 2011     | Dschungel-Spezial 2 Eva Jacob (24), Gitta Saxx (27), Sarah Knappik (22), Peer Kusmagk (27)                                                                                        | Frankfurt am Main, Salzburg, Berlin                                                                                      |
| 10. April 2011    | Ireen Sheer (22), Rosi Schipflinger (27), Jenny Elvers-Elbertzhagen (26), Carmen Geiss (28)                                                                                       | Kitzbühel |
| 24. April 2011    | Wiederholung vom 4. Januar 2009 | Wiederholung vom 4. Januar 2009                                                                                          |
| 1. Mai 2011       | Karim Maataoui (25), Gerry Hungbauer (24), Jessica Stockmann (27), Nandini Mitra (16)                                                                                             | Hamburg, Lüneburg (Hungbauer)                                                                                            |
| 15. Mai 2011      | Mia Gray (22), Tony Marshall (23), Gina-Lisa Lohfink (26), Alexander Hartmann (27)                                                                                                | Stuttgart |
| 29. Mai 2011      | Wiederholung vom 11. April 2010 | Wiederholung vom 11. April 2010                                                                                          |
| 5. Juni 2011      | LaFee (24), John Doyle (28), Michael Baral (27), Victoria Herrmann (28) | Köln/Stolberg (Rheinland), Köln, Berlin, Berliner Umland                                                                 |
| 12. Juni 2011     | Wiederholung vom 10. August 2008 | Wiederholung vom 10. August 2008                                                                                         |
| 26. Juni 2011     | Marijke Amado (25), Jürgen Zeltinger (23), Wilson Gonzalez Ochsenknecht (23), Ria Schenk (27)                                                                                     | Köln, Berlin, Belgien |
| 10. Juli 2011     | Das perfekte Promi Dinner im Schlafrock – Das Übernachtungs-Spezial Jimmy Hartwig (23), Sabine Menne (23), Tanja Frehse (23), Roger Rankel (21)                                   | München |
| 17. Juli 2011     | Wiederholung vom 15. August 2010 | Wiederholung vom 15. August 2010                                                                                         |
| 31. Juli 2011     | Cacau (29), Judith Hellebronth (28), Anne Mühlmeier (26), Claus Eisenmann (28) | Stuttgart |
| 7. August 2011    | Antoine Monot, Jr. (26), Tommy Krappweis (26), Sara Schätzl (Schauspielerin und Kolumnistin) (26), Shawne Fielding (29)                                                           | München, Landkreis Ebersberg, Zürichsee                                                                                  |
| 14. August 2011   | Julia Josten (24), Ina Menzer (22), Mehrzad Marashi (29), Carlo von Tiedemann (20)                                                                                                | Hamburg, Quickborn |
| 28. August 2011   | GZSZ-Special Felix von Jascheroff (23), Sıla Şahin (20), Thomas Drechsel (21), Angela Neumann (26)                                                                                | |
| 2. Oktober 2011   | Alena Gerber (25), Dave Kaufmann (23), Sascha Wussow (26), Anja Kruse (21) | München, Salzburg |
| 9. Oktober 2011   | Vaile Fuchs (21), Gabriella De Almeida Rinne (21), Winfried Glatzeder (23), Thomas Born (22)                                                                                      | Hamburg |
| 30. Oktober 2011  | Petra Neftel (24), Det Müller (21), Judith Hildebrandt (28), Willi Lemke (30) | Bremen, Hamburg, Oldenburg                                                                                               |
| 6. November 2011  | Das perfekte Promi-Dinner im Schlafrock – Das Übernachtungs-Spezial Annina Ucatis (26), Annica Hansen (23), Norman Langen (26), Claude-Oliver Rudolph (16)                        | Köln, Efferen, Übach-Palenberg, Belgien                                                                                  |
| 20. November 2011 | Antonio Putignano (29), Funda Vanroy (27), Jessica Kastrop (22), Ralf Bauer (27)                                                                                                  | Rödermark, München, Baden-Baden                                                                                          |
| 27. November 2011 | Backen Spezial Moritz A. Sachs (unterstützt von Marie-Luise Marjan) (24), Patrick Lindner (28), Nicole Belstler-Boettcher (unterstützt von Grit Boettcher) (23), Lars Riedel (28) | |
| 4. Dezember 2011  | Backen Spezial Ralph Morgenstern (unterstützt von Hella von Sinnen) (23), Oliver Petszokat (27), Enie van de Meiklokjes (20), Joey Kelly (22)                                     | |
| 18. Dezember 2011 | „Cover my Song“ Spezial Cindy & Bert (26), Michael Holm (27), Favorite (24), Kitty Kat (26)                                                                                       | |

| Ausstrahlung      | Prominente (Punkte) | Ort |
| 1. Januar 2012    | Judith Hoersch (22), Aline Hochscheid (23), Uwe Fellensiek (28), Thomas Strunz (29)                                                                                                | NRW, Belgien |
| 15. Januar 2012   | Das perfekte Promi Dinner im Schlafrock – Das Übernachtungs-Special Reimer Claussen (Modeschöpfer und Designer) (25), Micaela Schäfer (8), Miriam Pede (25), Mathieu Carrière (21) | Potsdam, Berlin, Hamburg-Ottensen |
| 22. Januar 2012   | Wiederholung vom 8. August 2010 | Wiederholung vom 8. August 2010 |
| 29. Januar 2012   | René Oltmanns (24), Silvia Laubenbacher (25), Harry Wijnvoord (24), Gitti und Erika (28)                                                                                           | München, Hadern, Münchener Umland |
| 12. Februar 2012  | Wiederholung vom 10. April 2011 | Wiederholung vom 10. April 2011 |
| 26. Februar 2012  | Alles-was-zählt-Spezial Igor Dolgatschew (27), Ulrike Röseberg (32), Ania Niedieck (27), Jörg Rohde (27)                                                                           | Köln |
| 4. März 2012      | Nevio Passaro (21), Verena Wriedt (22), Niels Ruf (21), Liliana Matthäus (22) | Berlin |
| 18. März 2012     | Dschungel-Spezial 1 Aílton (21), Kim Gloss (24), Rocco Stark (23), Ramona Leiß (22)                                                                                                | |
| 25. März 2012     | Dschungel-Spezial 2 Vincent Raven (21), Radost Bokel (25), Martin Kesici (23), Micaela Schäfer (15)                                                                                | Degersheim SG, Dietzenbach, Berlin, Berlin                                                                                                  |
| 1. April 2012     | Das perfekte Promi Dinner im Schlafrock – Das Übernachtungs-Special Rolf Zacher (27), Anouschka Renzi (27), Jay Khan (28), Valea Scalabrino (23)                                   | Berlin |
| 8. April 2012     | Wiederholung vom 16. Januar 2011 | Wiederholung vom 16. Januar 2011 |
| 15. April 2012    | Paul Janke (25), Claudia Obert (20), Wanda Badwal (23), Florian Fitz (22) | Hamburg, Berlin |
| 6. Mai 2012       | Tim Toupet (27), Christine Kaufmann (23), Jörn Schlönvoigt (26), Nina Kristin Fiutak (27)                                                                                          | Mallorca |
| 13. Mai 2012      | Muttertag-Spezial (mit den Müttern) Hagen Stoll (21), Jimi Blue Ochsenknecht (25), Mandy Bork (22), Thomas Karaoglan (21)                                                          | Berlin, Witten, Duisburg |
| 20. Mai 2012      | GZSZ-Spezial Raúl Richter (25), Isabell Horn (25), Senta-Sofia Delliponti (28), Jascha Rust (20)                                                                                   | Berlin |
| 27. Mai 2012      | Bachelor-Spezial Bernadette Kaspar (21), Jinjin Harder (17), Anja Polzer (21), Sissi Fahrenschon (28)                                                                              | Hürth, Darmstadt, Weingarten (Baden), Rosenheim                                                                                             |
| 10. Juni 2012     | Wiederholung vom 29. August 2010 | Wiederholung vom 29. August 2010 |
| 17. Juni 2012     | Wiederholung vom 1. August 2010 (Überarbeiteter Kommentar mit Hinweisen auf Nielsens Sieg bei Ich bin ein Star – Holt mich hier raus! 2012)                                        | Wiederholung vom 1. August 2010 (Überarbeiteter Kommentar mit Hinweisen auf Nielsens Sieg bei Ich bin ein Star – Holt mich hier raus! 2012) |
| 24. Juni 2012     | Wiederholung vom 18. Juli 2010 | Wiederholung vom 18. Juli 2010 |
| 8. Juli 2012      | Adel-Spezial Mario-Max Prinz zu Schaumburg-Lippe (22), Alexander Prinz von Anhalt (22), Ferdinand Prinz von Anhalt (13), Gina-Lisa Lohfink (23)                                    | Selb, Dorsten – Hardt, Guxhagen, Aschaffenburg                                                                                              |
| 15. Juli 2012     | Sarina Nowak (22), Falk-Willy Wild (mit Unterstützung von Kim-Sarah Brandts) (26), Mirja du Mont (28), Gunter Gabriel (19)                                                         | Lübeck, Lüneburg, Hamburg |
| 5. August 2012    | Jürgen Milski (20), Jürgen Drews (mit Ramona Drews) (26), Mickie Krause (26), Loona (24)                                                                                           | Köln, Dülmen – Rorup, Wettringen (Münsterland) – Tie-Esch, Zandvoort                                                                        |
| 2. Dezember 2012  | mieten, kaufen, wohnen Hanka Rackwitz (19), Alexander Posth (24), Marco von Reeken (23), Claudia Gülzow (25)                                                                       | Mücheln bei Leipzig, Berlin, Bergisch Gladbach, Hamburg                                                                                     |
| 9. Dezember 2012  | Model-Runde Lisa Loch (28), Neele Hehemann (25), Marie Nasemann (25), Larissa Marolt (22)                                                                                          | Köln, München, St. Kanzian bei Klagenfurt                                                                                                   |
| 30. Dezember 2012 | Wiederholung vom 14. August 2011 | Wiederholung vom 14. August 2011 |

| Ausstrahlung       | Prominente (Punkte) | Ort |
| 20. Januar 2013    | Georgina Bülowius (17), Kathy Weber (21), Simon Desue (12), Kalle Schwensen (10)                                                                                        | Berlin, Hamburg |
| 27. Januar 2013    | Das perfekte Promi-Dinner im Schlafrock Jörg Krusche (25), Sandra Schneiders (25), Stefan Bockelmann (27), Liz Baffoe (27)                                              | Köln-Worringen, Erkrath, Traben-Trarbach, Kaiserslautern |
| 10. Februar 2013   | Wiederholung vom 15. April 2012 (die geplante Folge mit Jenny Elvers-Elbertzhagen wurde kurzfristig aus dem Programm genommen, siehe Anmerkungen unter Sonntagsausgabe) | Wiederholung vom 15. April 2012 (die geplante Folge mit Jenny Elvers-Elbertzhagen wurde kurzfristig aus dem Programm genommen, siehe Anmerkungen unter Sonntagsausgabe) |
| 10. März 2013      | Ilka Semmler & Katrin Holtwick (21), Jörn Kamphuis (21), Fernanda Brandão (22), Marion Kracht (26)                                                                      | Berlin, Berlin-Friedrichshain |
| 17. März 2013      | Dschungel-Spezial 1 Iris Klein (27), Patrick Nuo (22), Claudelle Deckert (22), Joey Heindle (23)                                                                        | Ludwigshafen, Luzern, Düsseldorf, Köln |
| 24. März 2013      | Dschungel-Spezial 2 Arno Funke (19), Georgina Bülowius (22), Fiona Erdmann (26), Olivia Jones (21)                                                                      | Berlin, Hamburg |
| 7. April 2013      | Ab-ins-Beet!-Spezial Ralf Dammasch (22), Marion Wesnigk (27), Claus Scholz mit Ralf „Ralle“ Enders (9), Detlef Steves (25)                                              | Goch, Unna, Dortmund, Moers |
| 21. April 2013     | Ulla Kock am Brink (26), Mark Keller (12), Christian Häckl (28), Barbara Wussow (30)                                                                                    | Kitzbühel |
| 12. Mai 2013       | Unter-uns-Spezial Lars Steinhöfel (25), Claudelle Deckert (25), Maximilian Claus (21), Joy Lee Juana Abiola-Müller/Patrick Müller (22)                                  | Düsseldorf, Niederkassel, Köln |
| 19. Mai 2013       | Wiederholung vom 4. März 2012 | Wiederholung vom 4. März 2012 |
| 9. Juni 2013       | Wiederholung vom 5. August 2012 | Wiederholung vom 5. August 2012 |
| 30. Juni 2013      | Manuel Cortez (25), Jackie Hide (Model) (23), Ivan Strano (Designer) (24), Natascha Ochsenknecht (26)                                                                   | Berlin |
| 21. Juli 2013      | Sina Tkotsch (15), Don Cali (21), Caroline Beil (28), Melanie Müller (22)                                                                                               | Berlin-Neukölln, Berlin, Leipzig |
| 4. August 2013     | Wiederholung vom 15. Juli 2012 | Wiederholung vom 15. Juli 2012 |
| 15. September 2013 | Alles-was-zählt-Spezial (2) Jenny Bach (22), Carlo Degen (23), Kaja Schmidt-Tychsen (24), André Dietz (27)                                                              | Köln |
| 10. November 2013  | Wiederholung vom 27. Januar 2013 | Wiederholung vom 27. Januar 2013 |
| 24. November 2013  | Das perfekte Promi-Dinner im Schlafrock Miranda Leonhardt (25), Pete Dwojak (9), Silva Gonzalez (27), Lady Bitch Ray (15)                                               | Frankfurt am Main, Stuttgart, Düsseldorf, Bremen |
| 1. Dezember 2013   | Maxi Biewer (19), Patrick Hufen (Schauspieler, Die Versicherungsdetektive) (24), Panagiota Petridou (21), Birgit Stein (Schauspielerin) (15)                            | Hennef, Rheinland |
| 22. Dezember 2013  | Wiederholung vom 20. November 2011 | Wiederholung vom 20. November 2011 |

| Ausstrahlung       | Prominente (Punkte) | Ort                                                        |
| 5. Januar 2014     | Jan Kralitschka, Kim Sanders, Mona Stöckli, Katharina Kuhlmann |                                                            |
| 19. Januar 2014    | Wiederholung vom 9. Dezember 2012 | Wiederholung vom 9. Dezember 2012                          |
| 2. Februar 2014    | Maxi Arland (25), Anita & Alexandra Hofmann (22), Werner Mang (29), Denise Biellmann (22) |                                                            |
| 23. Februar 2014   | mieten,-kaufen,-wohnen-Spezial Robert Neubauer (26), Denisé Freidhof (Immobilienmaklerin) (25), Nina Ensmann (Model und Immobilienmaklerin) (26), Christian Petri (Immobilienmakler) (24)                                             | Berlin, Berlin, Düsseldorf, Köln                           |
| 9. März 2014       | Neue-Deutsche-Welle-Spezial Frl. Menke (28), Peter Hubert (28), Markus (27) und Hubert Kah | Berlin-Wilmersdorf, Bad Camberg, Mannheim                  |
| 23. März 2014      | Dschungel-Spezial Larissa Marolt (23), Marco Angelini (23), Jochen Bendel (24), Michael Wendler (15) |                                                            |
| 30. März 2014      | Dschungel-Spezial Melanie Müller, Gabby de Almeida Rinne, Julian F. M. Stoeckel, Mola Adebisi |                                                            |
| 18. Mai 2014       | Das perfekte Promi-Dinner im Schlafrock mit den Bachelor-Ladys Daniela Michalski (Model) (24), Jessica Paszka (Bürokauffrau) (24), Angelina Heger (Studentin der Sozialpädagogik) (24), Katja Kühne (Parfümerie-Fachverkäuferin) (23) | Minden, Dortmund, Berlin, Dresden                          |
| 8. Juni 2014       | Ivonne Schönherr (12), Verena Kerth (23), Claudia Effenberg (25), Jenny Elvers-Elbertzhagen (20) | Berlin, München, Umland von München, Rheinbach             |
| 29. Juni 2014      | Wiederholung vom 30. Juni 2013 | Wiederholung vom 30. Juni 2013                             |
| 13. Juli 2014      | Wiederholung vom 21. Juli 2013 | Wiederholung vom 21. Juli 2013                             |
| 10. August 2014    | GZSZ-Spezial Mustafa Alin, Ramona Dempsey, Iris Mareike Steen, Jörn Schlönvoigt |                                                            |
| 24. August 2014    | Harte-Kerle-Spezial Jan Leyk (17), Alexander Leipold (24), Peter Althof (Personenschützer) (17), Thorsten Legat (11) | Hamburg-St. Georg, Aschaffenburg, Nürnberg, Wermelskirchen |
| 7. September 2014  | Wiederholung vom 15. September 2013 | Wiederholung vom 15. September 2013                        |
| 21. September 2014 | Melissa Ortiz-Gomez (27), Bahar Kizil (26), MC Fitti (30), Bonnie Strange (Model) (30) | Hamburg, Berlin-Friedrichshain, Berlin                     |
| 5. Oktober 2014    | Jan Kralitschka (24), Juliane Ziegler (26), Anna Hofbauer (23), Paul Janke (24) |                                                            |
| 7. Dezember 2014   | Wiederholung vom 7. April 2013 | Wiederholung vom 7. April 2013                             |

| Ausstrahlung      | Prominente (Punkte) | Ort  |
| 4. Januar 2015    | Unter-uns-Spezial Alexander Sholti, Petra Blossey, Benjamin Heinrich, Tabea Heynig                                                           |      |
| 8. Februar 2015   | Karneval-Spezial Henning Krautmacher, Oliver Niesen, Frank Reudenbach, Bastian Campmann                                                      | Köln |
| 1. März 2015      | Let’s-Dance-Spezial Willi Gabalier, Christian Polanc, Liliana Matthäus, Tanja Szewczenko                                                     |      |
| 22. März 2015     | Dschungel-Spezial 1 Maren Gilzer, Angelina Heger, Jörn Schlönvoigt, Sara Kulka                                                               |      |
| 29. März 2015     | Dschungel-Spezial 2 Tanja Tischewitsch, Rebecca Siemoneit-Barum, Aurelio Savina, Walter Freiwald                                             |      |
| 15. Juni 2015     | Elisabeth Gürtler, Uschi Disl, Kay Rainer (Lifestyle-Experte), Ute und Chiara Ohoven                                                         |      |
| 28. Juni 2015     | Pietro Lombardi und Sarah Engels, Mike Rohleder, Guildo Horn, Matthias „Hiasl“ Richter                                                       |      |
| 23. August 2015   | Spitzenköche Christian Henze, Sybille Schönberger, Kolja Kleeberg, Attila Hildmann (gilt zugleich als Folge 1 von Das perfekte Profi-Dinner) |      |
| 6. September 2015 | Bauer-sucht-Frau-Spezial |      |
| 27. Dezember 2015 | In-aller-Freundschaft-Spezial Andrea Kathrin Loewig, Hendrikje Fitz, Michael Trischan, Karsten Kühn                                          |      |

| Ausstrahlung    | Prominente (Punkte)                                                                                         | Ort                             |
| 3. Januar 2016  | Wiederholung vom 5. Januar 2014                                                                             | Wiederholung vom 5. Januar 2014 |
| 31. Januar 2016 | Goodbye-Deutschland!-Mallorca-Spezial (u. a. mit Jens Büchner, Krümel)                                      | Mallorca                        |
| 20. März 2016   | Dschungel-Spezial 1 Thorsten Legat (29), Ricky Harris (29), Jürgen Milski (29), Sophia Wollersheim (29)     |                                 |
| 27. März 2016   | Dschungel-Spezial 2 Menderes Bağcı, David Ortega, Helena Fürst, Nathalie Volk                               |                                 |
| 7. August 2016  | Winfried Glatzeder, Michael Ammer, Ela Tas (Der-Bachelor-Teilnehmerin), Belle la Donna (Burlesque-Tänzerin) | Hamburg                         |

| Ausstrahlung  | Prominente (Punkte) | Ort |
| 19. März 2017 | Dschungel-Spezial 1 Nicole Mieth (25), Markus Majowski (26), Alexander „Honey“ Keen (19), Gina-Lisa Lohfink & Florian Wess (15) |     |
| 26. März 2017 | Dschungel-Spezial 2 Sarah Joelle Jahnel (25), Jens Büchner (22), Hanka Rackwitz (11), Marc Terenzi (23)                         |     |

| Ausstrahlung  | Prominente (Punkte)                                                                             | Ort |
| 1. April 2018 | Dschungel-Spezial 1 Matthias Mangiapane, Tatjana Gsell, Jenny Frankhauser, Daniele Negroni      |     |
| 8. April 2018 | Dschungel-Spezial 2 Natascha Ochsenknecht, Giuliana Farfalla, Ansgar Brinkmann, David Friedrich |     |

| Ausstrahlung  | Prominente (Punkte)                                                                                          | Ort                                            |
| 31. März 2019 | Dschungel-Spezial 1 Doreen Dietel (28), Domenico de Cicco (22), Sandra Kiriasis (22), Chris Töpperwien (22)  | Tegernsee, Linsengericht, Leverkusen, Solingen |
| 7. April 2019 | Dschungel-Spezial 2 Felix van Deventer (22), Gisele Oppermann (22), Sibylle Rauch (13), Evelyn Burdecki (17) | Potsdam, Braunschweig, Wien, Düsseldorf        |

| Ausstrahlung  | Prominente (Punkte) | Ort                             |
| 19. Juni 2022 | Generation Social Media Lara Loft (24), Malwanne (27), Papaplatte (25), MAX (27)                                                                            | Berlin, Köln                    |
| 26. Juni 2022 | Die Woche der Vielfalt Irina Schlauch (24), Nicolas Puschmann (24), Candy Crash (24), Jessica Derucki (23)                                                  | Köln, Düsseldorf, Berlin, Trier |
| 3. Juli 2022  | Goodbye Deutschland – Viva Mallorca Lisha & Lou Savage (28), Tamara & Marco Gülpen (25), Mark & Licia Wycislik (27), Daniela Büchner & Joelina Karabas (24) | Mallorca                        |
| 10. Juli 2022 | Partymeile Mallorca Isi Glück (27), Ina Colada (29), Almklausi (25), Lorenz Büffel (30)                                                                     | Mallorca                        |

## Das perfekte Profi-Dinner

### Grundsätzliches
Im August 2015 wurde die Folge Das perfekte Promi-Dinner – Spitzenköche gesendet, in der der Kandidatenkreis ausschließlich aus namhaften Profi-Köchen bestand. Es handelte sich um Christian Henze, Sybille Schönberger, Kolja Kleeberg und Attila Hildmann.
Das Konzept Spitzenköche unter sich erlebte im Januar 2017 eine Neuauflage, nun als eigenes Spin-off unter dem Titel Das perfekte Profi-Dinner. Die Spitzenköche-Folge des Promi-Dinners wird von VOX inzwischen trotz der ursprünglich anderen Einordnung als erste Folge des Profi-Dinners betrachtet und bei Wiederholungen auch als Teil dieser Serie ausgestrahlt.
Die Teilnehmer an Das perfekte Profi-Dinner sind jeweils vier Berufsköche, vom prominenten Fernsehkoch bis zum mit drei Michelin-Sternen ausgezeichneten internationalen Spitzenkoch. Sie empfangen ihre Kollegen meist in ihren Privathäusern- bzw. wohnungen. Für die Zubereitung der Menüs nutzen sie vor allem ihre privaten Küchen, greifen für die Vorbereitung einzelner Gänge bzw. Komponenten aber oft auch auf die Infrastruktur ihrer Restaurants zurück und lassen sich von ihren Küchen- und teilweise auch Service-Mitarbeitern helfen.
Die Teilnehmer werden zwar in Einzel- und Gruppeninterviews befragt, wie ihnen der vom jeweiligen Gastgeber ausgerichtete Abend gefallen hat, anders als bei Das perfekte Dinner und Das perfekte Promi-Dinner gibt es aber kein Bewertungssystem und insofern auch keine Sieger. Eine Ausnahme bildet die (ursprünglich als Teil der Promi-Dinner-Reihe ausgestrahlte) erste Folge, in der die vier beteiligten Gastronomen – angelehnt an das „Pay what you want“-Prinzip – jeweils gefragt wurden, wie viel Geld sie für das Menü auszugeben bereit gewesen wären, wären sie ein zahlender Kunde im Restaurant ihres Gastgebers gewesen.

### Teilnehmer
Aufgeführt sind alle Sendetermine der Ausstrahlungen vom Sonntagabend auf dem Sender VOX. Wiederholungen im Nachmittagsprogramm oder auf Spartenkanälen sind nicht gelistet.
| Ausstrahlung    | Köche | Orte |
| 23. August 2015 | Christian Henze, Sybille Schönberger, Kolja Kleeberg, Attila Hildmann (Ursprünglich ausgestrahlt als Das perfekte Promi-Dinner – Spitzenköche) |      |

| Ausstrahlung       | Köche                                                        | Orte                              |
| 8. Januar 2017     | Christian Lohse, Ralf Jakumeit, Nelson Müller, Björn Freitag | Berlin, Straubing, Essen, Dorsten |
| 24. September 2017 | Stefan Marquard, Ali Güngörmüş, Roland Trettl, Maria Groß    |                                   |
| 1. Oktober 2017    | Meta Hiltebrand, Arne Anker, Alexander Kumptner, Juan Amador |                                   |

| Ausstrahlung       | Köche                                                             | Orte                                              |
| 19. August 2018    | Frank Buchholz, Christoph Brand, Simon Tress, Harald Wohlfahrt    |                                                   |
| 26. August 2018    | Robin Pietsch, Matthias Gfrörer, Thomas Martin, Sebastian Lege    | Wernigerode, Hamburg                              |
| 16. September 2018 | Ludwig „Lucki“ Maurer, Thomas Bühner, Paul Ivić, Sonja Frühsammer | Rattenberg, Osnabrück, Wien, Berlin-Schmargendorf |

## Specials
- In der Woche vor Weihnachten 2006 wurde aus Nürnberg Das perfekte Weihnachts-Dinner ausgestrahlt. Die einzelnen Sendungen hierfür wurden bereits Anfang November aufgezeichnet.
- Danach lief, an den drei Werktagen zwischen Weihnachten und Neujahr, Das perfekte Dinner mit drei Zwillingspaaren aus München, unter anderem mit dem Zwillingspaar Jutta Winkelmann und Gisela Getty.
- In der Woche vom 18. bis 22. Oktober 2010 traten bei Das perfekte Single-Dinner fünf Singles gegeneinander an – nach dem Motto: „Liebe geht durch den Magen“.
- In der Woche nach Weihnachten 2012 wurde am 27. Dezember um 18:00 Uhr erstmals eine Folge von Das perfekte Kinder-Dinner ausgestrahlt, eine zweite Sendung folgte am Tag darauf. In jeder Sendung traten jeweils vier Kinder zum Kochen an, die zwischen 10 und 14 Jahre alt waren. Im Gegensatz zu den Sendungen mit Erwachsenen, gab es für alle Teilnehmer einen Preis: Der vierte Platz wurde mit 100 Euro prämiert, der dritte mit 200, der zweite mit 300 und der erste Platz mit 600 Euro.

## Ausgaben in anderen Ländern
| Land                   | Titel der Sendung                     | Fernsehsender             | Jahr der Erstausstrahlung |
| ---------------------- | ------------------------------------- | ------------------------- | ------------------------- |
| Australien             | Come Dine With Me Australia           | Lifestyle Channel         | 2010                      |
| Belgien                | Komen Eten                            | VT4                       | 2009                      |
| Frankreich             | Un Dîner Presque Parfait              | M6                        |                           |
| Griechenland           | Kati Psinete                          | Alpha TV                  | 2009                      |
| Iran                   | Befarmaeed Sham                       | Manoto 1                  |                           |
| Israel                 | בואו לאכול איתי (bo'u le'echol 'iti)  | Arutz 1, Kan 11 (ab 2018) | 2012                      |
| Israel                 | تفضلوا ع العشا (tfaddalu ʿa l-ʿascha) | Makan 33                  | 2025                      |
| Italien                | A cena da me                          | La7                       | 2016                      |
| Kanada                 | Come Dine With Me Canada              | W                         | 2010                      |
| Kroatien               | Večera za 5                           | RTL Televizija            | 2007                      |
| Niederlande            | Smaken Verschillen                    | NET 5                     |                           |
| Norwegen               |                                       |                           |                           |
| Klokka åtte hos meg    | TV3                                   |                           |                           |
| Polen                  | Ugotowani                             | TVN (Polen)               | 2010                      |
| Russland               | Званый ужин (Swany uschin)            | REN                       |                           |
| Slowakei               | Bez servítky                          | TV Markíza                |                           |
| Slowenien              | Kdo Je Kuhar?                         | TV3                       |                           |
| Spanien                | Ven a Cenar Conmigo                   | Antena 3                  | 2008                      |
| Schweden               | Halv åtta hos mig                     | TV4                       | 2008                      |
| Schweiz                | Swiss Dinner                          | TeleZüri                  | 2010                      |
| Tschechien             | Prostřeno                             | Prima TV                  | 2010                      |
| Türkei                 | Yemekteyiz                            | TV8                       | 2008                      |
| Ungarn                 | Vacsoracsata                          | RTL Klub                  | 2008                      |
| Ungarn                 | La divina comida                      | Chilevisión               | 2016                      |
| Ungarn                 | Hal a tortán                          | TV2                       | 2008                      |
| Vereinigtes Königreich | Come Dine With Me                     | Channel 4                 | 2005                      |
| Vereinigte Staaten     | Dinner Takes It All                   | TLC                       |                           |

## Sonstiges

### Wochenausgabe
- Am 7. April 2006 vergab Kandidatin Nadja an den Gastgeber Franko 0 Punkte.[10] Am 21. Dezember kam diese Wertung erneut vor, und zwar von Uwe an Gastgeberin Jutta. Am 10. August 2012 wurde diese Wertung von Kandidatin Sally an den Gastgeber Frank ebenfalls vergeben. Am 20. Februar 2017 vergab Kandidat Mirco an Gastgeber Karsten auch 0 Punkte. Am 29. Juli 2021 vergab Gast Agustin in der Leipziger Dinnerwoche 0 Punkte an den Gastgeber Marcus. In derselben Woche erhielt Gastgeberin Manuela am Finaltag die Höchstwertung 40 Punkte.
- Am 8. Dezember 2006 bekam Kandidatin Dagmar aus Bielefeld als Gastgeberin erstmals die Höchstwertung von 40 Punkten. Ebenfalls die Höchstpunktzahl erreichte Hannah aus Düsseldorf am 19. März 2008, Nina beim Single-Dinner in Köln am 22. Oktober 2010, Bernd aus dem Allgäu am 31. August 2012, Jürgen aus Dresden am 6. September 2012 sowie Linda aus Rostock am 2. November 2012.
- Am 9. Oktober 2007 hatte die Sendung mit 20,8 Prozent Marktanteil in der Zielgruppe 14 bis 49 Jahre eine Rekordquote. In absoluten Zahlen ab drei Jahren waren es 3,47 Millionen Zuschauer.[11]
- Am 3. April 2012 beging eine Kandidatin Suizid, nachdem sie vermutlich nach ihren Auftritten in der Sendung zwischen dem 26. und 30. März desselben Jahres Opfer von Internet-Mobbing geworden war. Dieses richtete sich auf ihre fehlenden Kochkünste und ihr Spiel mit erotischen Reizen.[12] Die Videos zu der betreffenden Woche wurden umgehend nach Bekanntgabe des Todes von Vox von der Online-Plattform Voxnow genommen.
- Am 13. Januar 2014 wurde die 2000. Folge von Das perfekte Dinner ausgestrahlt.[13]
- Aufgrund eines Lockdowns im Zuge der COVID-19-Pandemie 2020 musste während der Dinnerwoche im Raum Münster Kandidat Uwe, ohne selbst gekocht zu haben, die Runde verlassen. Ersatzkandidat Christoph wurde nachnominiert und richtete den Freitagabend aus.

### Sonntagsausgabe
- Obwohl nur ganze Punkte vergeben werden können, bewertete Miriam Pielhau in der Sendung vom 27. August 2006 Ben mit 9,5 Punkten, was auch in die offizielle Punktewertung übernommen wurde und für ihn eine Endwertung von 28,5 ergab.
- In der Sendung vom 26. Dezember 2006 warteten die Gäste so lange hungrig auf das Hauptgericht des Gastgebers Bruno Eyron, dass sie sich schließlich bei einem Bringdienst eine Pizza bestellten.
- In der Folge vom 22. November 2009 wurde das erste Mal ein Gast ausgeladen: Ralf Möller lud Rob Green aus, nachdem dieser am Vortag von Jule Gölsdorf hinausgeworfen wurde, weil er unter anderem seine Zigarette in Sushi ausdrückte.
- Die niedrigste Einzelwertung von 0 Punkten wurde beim perfekten Promi-Dinner am 23. September 2007 von Martin Armknecht an Aleksandra Bechtel vergeben. Ebenso mit 0 Punkten bewertete Rob Green das Dinner von Ralf Möller, da dieser ihn zuvor ausgeladen hatte. Am 15. Januar 2012 erhielt Micaela Schäfer von Reimer Claussen 0 Punkte für ihre Kochkunst. Am 20. Januar 2013 vergab Kathy Weber an Kalle Schwensen 0 Punkte wegen Regelverstoß, da er die Gäste nicht in seine Wohnung eingeladen hatte und das komplette Dinner von einem Koch zubereiten ließ. Auch Alexander Keen vergab 0 Punkte, nachdem er vom Dinner von Florian Wess und Gina-Lisa Lohfink wegen eines Streits mit Lohfinks Visagistin ausgeladen wurde.
- Eine für den 10. Februar 2013 geplante Folge des Promi-Dinners mit Jenny Elvers-Elbertzhagen, Caroline Beil, David Scheller und Bernhard Brink wurde vom Sender aufgrund der Alkoholprobleme von Frau Elvers-Elbertzhagen kurzfristig aus dem Programm genommen und stattdessen eine Wiederholung des Dinners vom 15. April 2012 gesendet. Frau Elvers-Elbertzhagen würde sich in einer komplett anderen Lebenssituation als zur Zeit der Aufzeichnung der Sendung im Mai 2012 befinden, weshalb die Folge auch zukünftig nicht mehr ausgestrahlt werde.[14]
- Die Sendung findet am weitaus häufigsten in Nordrhein-Westfalen statt, während manche anderen Bundesländer bisher kaum berücksichtigt wurden. Schleswig-Holstein war mit Kiel im Juni 2007 das erste Mal dabei, Mecklenburg-Vorpommern im Oktober 2007 mit Rostock und das Saarland war im Januar 2008 erstmals Gastgeber. Mehrfach fand die Sendung auch außerhalb Deutschlands statt, z. B. auf Mallorca, in Belgien, in Salzburg, Kapstadt, Kitzbühel, Los Angeles und New York City. In der Schweiz, wo VOX auch ausgestrahlt wird, fand die Sendung bisher einmal bei Shawne Fielding in Zürich statt. In Österreich wurde zweimal für das perfekte Promi-Dinner in Wien und Salzburg gedreht, unter anderem bei Richard Lugner im Jahr 2006.
- Beim perfekten Promi-Dinner erreichte Anna Maria Kaufmann am 17. Juni 2007 zum ersten Mal die höchstmögliche Wertung von 30 Punkten. Dieser Rekord wurde am 9. September 2007 von Andreja Schneider, am 14. Oktober 2007 von Antje-Katrin Kühnemann, am 25. November 2007 von Mary Amiri, am 9. Dezember 2007 von Elli Erl, am 30. Dezember gemeinsam von Percy Hoven und Michael Wolf, am 9. März 2008 von Ross Antony, am 3. August 2008 von Marlène Charell, am 19. Januar 2009 von Nicole da Silva, am 7. Juni 2009 gleichzeitig von allen Teilnehmern der Runde, Rebecca Siemoneit-Barum, Jörg Krusche mit Helfer Nelson, Mola Adebisi und Petra Nadolny, am 14. Juni 2009 von Harald Glööckler, am 16. August 2009 von Pierre Brice, am 30. August 2009 von Wolfgang Bahro, am 8. November 2009 gleichzeitig von allen Teilnehmern der Runde von Karin Tietze-Ludwig, Rainer Holbe, Benjamin Herd und Maximilian Michael Prinz von Anhalt, am 22. November von Dunja Rajter, am 6. Dezember 2009 von Henning Krautmacher, am 4. April 2010 von Benny Kieckhäben, am 9. Januar 2011 von Jochen Bendel, am 13. Februar 2011 gleichzeitig von allen Teilnehmern der Runde von Mati Gavriel, Anthony Thet, Nadine und Michelle von Big Soul und Pino Severino, am 4. März 2011 von Marcus von Anhalt sowie am 26. Februar 2012 von Ulrike Röseberg eingestellt.
- Aufgrund von „Spezial“-Folgen waren Lucy Diakovska, Jessica Wahls, Peer Kusmagk, Ralph Morgenstern, Oli.P, Enie van de Meiklokjes und Claudelle Deckert bereits dreimal, Ross Antony, Barbara Engel, Michaela Schaffrath, Norbert Schramm, Ingrid van Bergen, Christina Lugner, Michael Meziani, Peter Bond, Giulia Siegel, Gundis Zámbó, Patrick Bach, Andreas Elsholz, Maite Kelly, Ulli Potofski, Margarethe Schreinemakers, Dagmar Frederic, Achim Mentzel, Gerit Kling, Hildegard Krekel, Milka Loff Fernandes, Annabelle Mandeng, Jochen Schropp, Fiona Erdmann, Ben, René Weller, Kelly Trump, Yvonne de Bark, Benjamin Boyce, Sandy Mölling, Nadja Benaissa, Saskia Valencia, Raúl Richter, Detlef D! Soost, Philipp Sonntag, Dieter Landuris, Antje Buschschulte, Daniel Küblböck, Anastasia Zampounidis, Fabian Harloff, Hendrik Martz, Anna Heesch, Aleksandra Bechtel, Klaus Baumgart, Allegra Curtis, Davorka Tovilo, Thorsten Nindel, Jochen Bendel, Charlotte Karlinder, Lisa Bund, Indira Weis, Katy Karrenbauer, Eva Jacob, Gitta Saxx, Sarah Knappik, Marijke Amado, Horst Janson, Claude-Oliver Rudolph, Moritz A. Sachs, Nicole Belstler-Boettcher, Grit Boettcher, Joey Kelly, Cindy Berger, Mathieu Carrière, Ramona Leiß, Radost Bokel, Micaela Schäfer, Martin Kesici, Rolf Zacher, Anouschka Renzi, Jay Khan, Jürgen Milski, Jürgen Drews, Mickie Krause und Loona bereits zweimal Gastgeber beim Promi-Dinner.

## Auszeichnungen
- Die Sendung war für den Adolf-Grimme-Preis 2007 nominiert.[15]
- Die Sendung gewann den Deutschen Fernsehpreis 2007 in der Kategorie Beste Kochshow.
- 2007: Hollywood Reporter Award auf der Cologne Conference.[16]